# چرگالی
چرگالی (به لاتین: Chergali) یک منطقهٔ مسکونی در روسیه است که در استان آمور واقع شده‌است.